# Sein größter Bluff (1954)
Sein größter Bluff, auch bekannt als Big Money – Die Macht des Geldes (Originaltitel The Million Pound Note), ist eine britische Filmkomödie aus dem Jahr 1954 mit Gregory Peck in der Hauptrolle. Sie entstand nach der Kurzgeschichte The Million Pound Bank Note von Mark Twain. Die Regie führte Ronald Neame.

## Handlung
Der in England 1903 gestrandete, mittellose Amerikaner Henry Adams wird durch einen Zufall Gegenstand einer Wette. Die beiden ebenso wohlhabenden wie kauzigen Brüder Oliver und Roderick Montpellier überlassen ihm für einen Monat eine Eine-Million-Pfund-Banknote, für damalige Verhältnisse eine ungeheure Summe, um zu sehen, ob ihm der reine Besitz der Banknote (ohne sie einzulösen) zu Wohlstand und Glück verhilft, was ihm zunächst zu gelingen scheint.

## Kritik
„Eine Banknote mit einem Nennwert von einer Million Pfund öffnet einem in Wahrheit armen Mann alle Türen, ohne daß er das Kapital überhaupt anzutasten braucht. Sympathische und unterhaltsame Satire über die sich verselbständigende Macht des Geldes; frei nach der Geschichte von Mark Twain.“

„Ein beschwingter und von fröhlicher Ironie durchzogener Film nach einer Erzählung Mark Twains, in der ein Habenichts geschickt mit einer ihm plötzlich anvertrauten 1-Million-Pfund-Note umgeht.“

## Synchronisation
Die erste Synchronisation des Films entstand 1954 in Hamburg unter der Regie von Edgar Flatau. Eine zweite Synchronisation erfolgte 1985 durch die DEFA unter der Regie von Hasso Zorn. Die Sprecher im Einzelnen waren:
| Rolle                      | Darsteller         | Synchronsprecher 1954  | Synchronsprecher 1985 |
| -------------------------- | ------------------ | ---------------------- | --------------------- |
| Henry Adams                | Gregory Peck       | Axel Monjé             | Ernst Meincke         |
| Oliver Montpelier          | Ronald Squire      | Hans Paetsch           | Herbert Köfer         |
| Roderick Montpelier        | Wilfrid Hyde-White | Ernst Schroeder        | Klaus Glowalla        |
| Portia Lansdowne           | Jane Griffiths     | Renate Ewert           | Regina Nitzsche       |
| Herzogin von Cromarty      | Joyce Grenfell     | Eva Boettcher          | Jessy Rameik          |
| Herzog von Frognal         | A. E. Matthews     | Eduard Marks           | Joachim Konrad        |
| Mr. Reid                   | Maurice Denham     | Erwin Linder           | Hans-Joachim Hanisch  |
| Lloyd                      | Brian Oulton       | Jochen Braun           | Wolfgang Lohse        |
| Parsons                    | John Slater        | Werner Schuhmacher     | Michael Telloke       |
| Amerikanischer Botschafter | Wilbur Evans       | Heinz Klevenow         |                       |
| Mr. Westerland             | Hartley Power      | Joachim Ernst          | Horst Lampe           |
| Todd                       | Bryan Forbes       | Ernst Wilhelm Borchert | Herbert Sand          |